# Todd Marchant

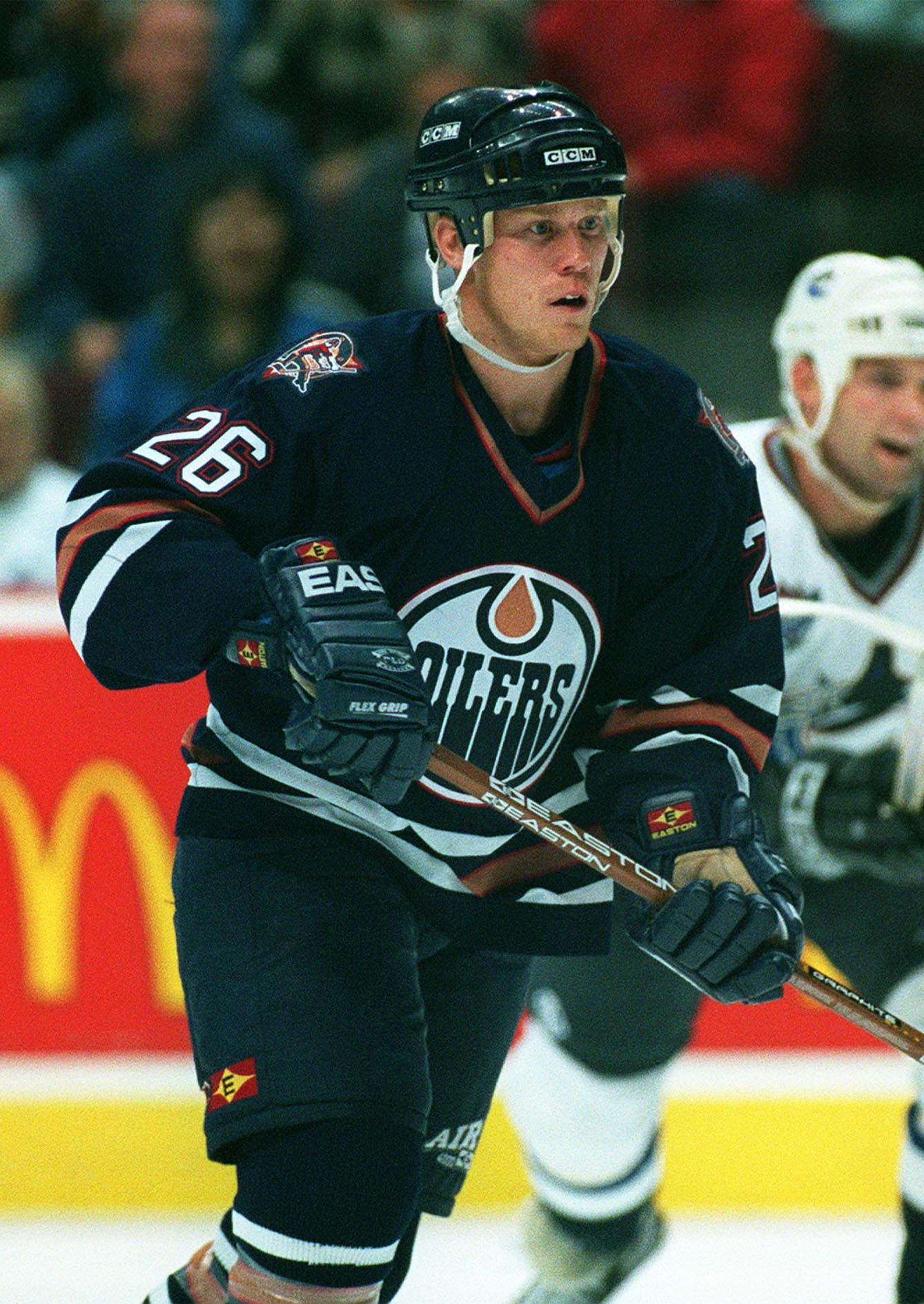
Todd Marchant i Edmonton Oilers.

Todd Marchant, född 12 augusti 1973 i Buffalo, New York, är en amerikansk före detta professionell ishockeyspelare. Han spelade sista säsongen i NHL- laget Anaheim Ducks. Han har tidigare spelat nio säsonger för Edmonton Oilers och en säsong för Columbus Blue Jackets. Marchant la skridskorna på hyllan efter säsongen 2011.

## Meriter
- Stanley Cup 06/07 med Anaheim Ducks